# Eugenio Zanetti
Eugenio Zanetti (Córdoba, 19 ottobre 1946) è un drammaturgo, scenografo e pittore argentino.

## Carriera
Ha esordito nel mondo del cinema come scenografo negli anni '70, collaborando tra gli altri con Mario Sabato, Sergio Renán e Alejandro Doria. Trasferitosi a Los Angeles, ha iniziato a lavorare nello stesso ambito a cavallo degli anni '80 e '90. Ha vinto l'Oscar alla migliore scenografia nel 1996 per il suo lavoro in Restoration - Il peccato e il castigo. Anche nel 1999 ha ottenuto la nomination ai Premi Oscar nella stessa categoria per Al di là dei sogni.
In patria è molto attivo anche come drammaturgo e pittore.

## Filmografia parziale come scenografo
- 1974 - La tregua
- 1988 - Some Girls
- 1990 - Linea mortale
- 1993 - Last Action Hero - L'ultimo grande eroe
- 1995 - Restoration - Il peccato e il castigo
- 1995 - Pecos Bill - Una leggenda per amico
- 1998 - Al di là dei sogni
- 1999 - Haunting - Presenze
- 2011 - There Be Dragons - Un santo nella tempesta